# Nancy Torres
Nancy Torres (* 28. August 1936 in Havanna) ist eine in Deutschland lebende kubanische Bühnenplastikerin und Bühnenbildnerin.

## Leben und Werk
Nancy Torres arbeitete ab 1965 als Cutterin am Instituto Cubano del Arte e Industria Cinematográficos in ihrer Heimatstadt Havanna. In den 1960er Jahren kam sie aus Kuba in die DDR und machte 1973/1974 in der Kaschierwerkstatt am Berliner Ensemble bei Eddy Fischer eine Ausbildung zur Theaterplastikerin. Von 1974 bis 1979 studierte sie an der Kunsthochschule Berlin-Weißensee Bühnenbild. Nach dem Diplomabschluss war sie bis 1981 Bühnenbildassistentin bei Reinhart Zimmermann an der Komischen Oper Berlin. Danach war sie in Berlin freischaffend tätig, u. a. für die Staatsoper Unter den Linden. Für die Inszenierung von Maurice Béjarts Bolero durch das Deutsche Fernsehballett unter Emöke Pöstenyi 1990 in Dresden schuf sie ein technisch kompliziertes Bühnenbild mit sich bewegenden schwarzen Wandteilen.
Nancy Torres war bis 1990 Mitglied des Verbands Bildender Künstler der DDR und 1982/1983 und 1987/1988 auf der IX. und X. Kunstausstellung der DDR in Dresden vertreten.
Anfang der 1990er Jahre beendete sie ihre Arbeit für das Theater. Sie beschäftigt sich seitdem künstlerisch mit der Kultur Lateinamerikas, mit der Geschichte und den Begräbniskulten der Inkas. Dazu fertigt sie „plastische Leinwandarbeiten, Stoffskulpturen und Puppen in den Farben und Formen der untergegangenen Mumienkultur des südamerikanischen Inkareiches, umgesetzt in eine sehr subjektive Komposition von Malerei und Objektkunst.“
Nancy Torres schuf u. a. acht Skulpturen toter Inkas, deren Schädel sie aus Kunststoff formte, die Knochen aus Holz und die Haut aus Papiermaché. Damit will sie symbolisch den Totenkult der Inka darstellen, die an ein Weiterleben des Körpers nach dem Tod glaubten. Diese Werke zeigte sie 2015 in Havanna, 2016 in Lima und 2016/2017 im Berliner Menschen-Museum in der Ausstellung „Mumienglanz – Begegnung mit der Kultur der Inka“.
Für öffentliche, karitative und private Zwecke bemalte Nancy Torres kubanische Buddy Bears. Einer erzielte 2004 bei einer Versteigerung für UNICEF 12.000 Euro und wurde 2015 in Havanna auf der Ausstellung „The Art of Tolerance“ gezeigt. 2016 übergab sie eine zweite Version an die Schule für behinderte Kinder in Havanna.
Der Botschafter Perus in Deutschland, José Antonio Meier, bezeichnete die Arbeiten Nancy Torres’ als signifikantes Beispiel zeitgenössischer lateinamerikanischer Kunst.

## Weitere Ausstellungen (unvollständig)
- 2013: Berlin, Maria-Reiche-Saal der Botschaft der Republik Peru („Mumienglanz. Künstlerische Autopsien einer südamerikanischen Indianerkultur“)[6]